# Ailuropoda microta
Ailuropoda microta és una espècie extinta de mamífer carnívor de la família dels ossos (Ursidae) que visqué a l'Àsia oriental des del Pliocè superior fins al Plistocè inferior, fa entre 780.000 i 3,6 milions d'anys. Se n'han trobat restes fòssils a les províncies xineses d'Anhui i Guangxi. Era un parent proper del panda gegant d'avui en dia, però aproximadament un terç més petit, amb una llargada de més o menys un metre. Els patrons de desgast dental fan pensar que es nodria de bambú, igual que el panda gegant. El seu hàbitat natural eren els boscos tropicals de plana.